# Mézine
La mézine ou race du Mézenc est une ancienne race bovine française disparue au milieu du XXe siècle. Issue du massif du Mézenc dans le Massif central, elle appartient au groupe des blondes du sud-est sélectionnées pour leur aptitude au trait.

## Origine

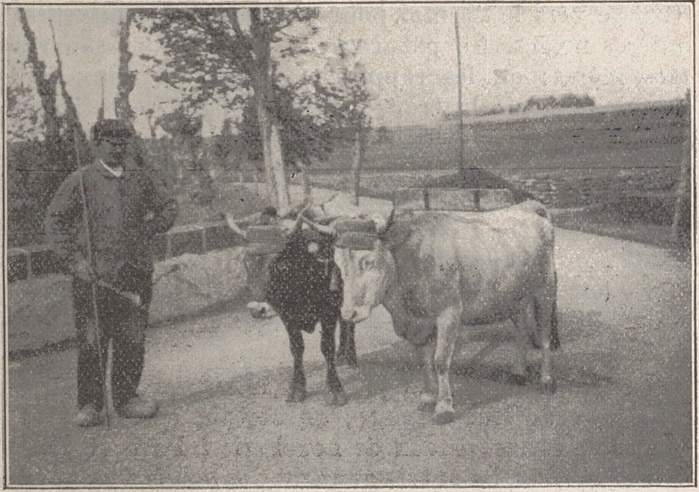
Attelage de vaches aubrac et mézine (Mézenc, route du Puy, 1913)

Elle tire son nom du mont Mézenc et de son massif, à cheval entre les départements de la Haute-Loire et de l'Ardèche. Elle appartient au groupe de races des blondes du sud-est de la France, dont seule la Villard-de-Lans en Isère existe toujours. Anciennement présente dans les régions naturelles du Vivarais et du Velay, elle constituait la branche la plus occidentale de ce groupe,.

## Morphologie
C'est une race de taille modeste qui porte une robe froment aux extrémités claires, mais il existait des individus plus foncés. Les muqueuses étaient rosées, le chignon saillant, les cornes aplaties et spiralées vers l'arrière, la queue fortement surélevée en crosse. Sa conformation reflète celle des animaux peu sélectionnés : dos ensellé, arrière train plus faible que l'avant, attache de la queue proéminente,.

## Aptitudes
Les vaches étaient faibles productrices de lait, mais on en tirait un beurre de bonne qualité. Les bœufs étaient utilisés pour leur force de travail et ensuite engraissés. La vente des bœufs de travail concernait essentiellement la rive droite de la vallée du Rhône,. En 1913, Paul Dechambre qualifie ces vaches de race « rustique et inculte » qui constitue une « ressource pour des contrées pauvres, où tous les charrois et travaux sont faits par les vaches et les bœufs ».

## Effectifs
Philippe J. Dubois considère cette race comme peu travaillée au sortir de la Première Guerre mondiale : absence de schémas de sélection, mauvaise alimentation des animaux contribuant à leur aspect chétif et absence d'hygiène des étables. Ces défauts influencent l'usage de taureaux de races plus productives, essentiellement aubrac, montbéliarde et tarine. Après 1945, la politique d'Edmond Quittet, ingénieur général agricole, décide de regrouper les races bovines pour simplifier le paysage agricole. Les races locales ne sont plus subventionnées et les taureaux interdits de monte. Les effectifs de 100 000 animaux en 1911, passent à 17 000 en 1944 et 2 500 en 1958, date du dernier recensement. Les derniers animaux purs disparaissent vers 1975.

## Postérité
La renommée de sa viande a conduit à la reconnaissance de son terroir d'élevage ; une AOP protège la viande de Fin gras du Mézenc, même si les animaux qui la fournissent ne sont pas de race mézine. 